# Angela Hovak Johnston
Angela Hovak Johnston est une Inuite du Nunavut, au Canada. Elle contribue à la préservation et à la résurgence de traditions de sa nation, comme le tatouage inuit ancestral.

## Biographie
Angela Hovak Johnston est une Inuite de langue Inuinnaqtun, originaire de la région de Kitikmeot au Nunavut. Elle réside aujourd’hui à Yellowknife dans les Territoires du Nord-Ouest. Chanteuse et joueuse de tambour traditionnel, elle a recours, dans sa production artistique, à des techniques ancestrales telles que la couture, la sculpture sur pierre à savon, la fabrication de bijoux et le tatouage.

## Projet:Inuit Tattoo Revitalization Project

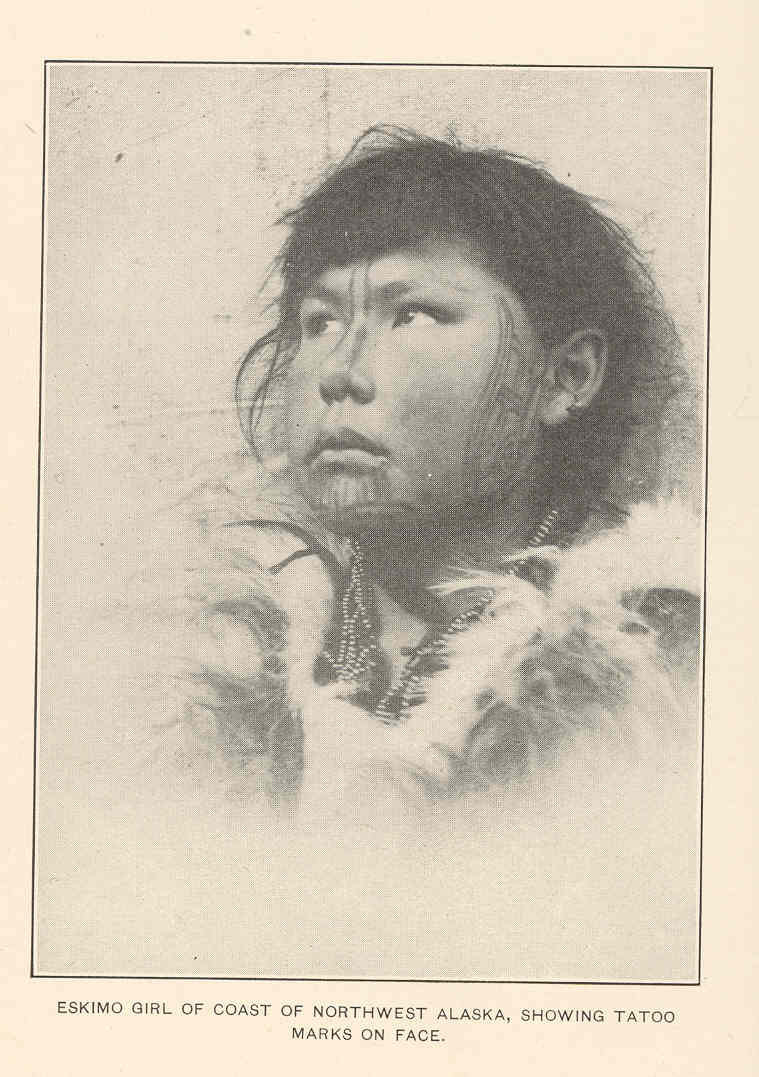
Femme inuit de la côte Nord-Ouest de l'Alaska avec un tatouage faciale

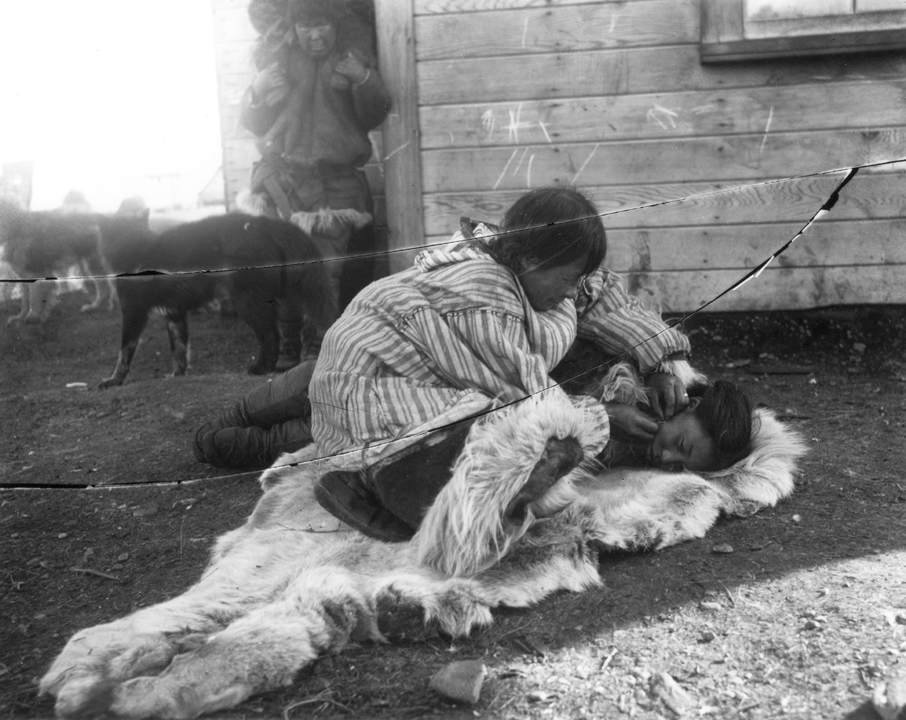
Femme Yupik tatouant au visage une autre femme par la pratique du skin-stitching

En 2005, à l’annonce du décès de Mary Talhu, dernière femme portant des tatouages ancestraux au Canada, Angela Hovak Johnston décide d’apprendre la technique traditionnelle du hand poke afin de contribuer à la préservation de cette pratique ancestrale. Son projet s'amorce avec les femmes de sa communauté d’origine, Kugluktuk. En 2016, Hovak entreprend une seconde séance de tatouage, à Yellowknife, en compagnie d’une tatoueuse alaskienne, Marjorie Tahbone, et d’un tatoueur originaire de la Colombie-Britannique, Denis Nowoselski. En 2018, Hovak a tatoué une centaine de femmes inuites. Son projet, Inuit Tattoo Revitalization Project, s’inscrit dans un mouvement de résurgence et de réaffirmation identitaire des Autochtones du Canada. C’est une façon de se réapproprier leur identité tout en faisant la paix avec le passé.

### Techniques de tatouage
Hovak Johnston a appris le hand-poke auprès de Marjorie Tahbone. Tout comme plusieurs pratiques traditionnelles, le tatouage inuit a été interdit par les missionnaires chrétiens peu de temps après leur arrivée sur le territoire. Il s’agit d’une technique particulière qui consiste à percer la peau au moyen d’une aiguille attachée à une tige de bois et trempée dans l’encre noire. Cette dernière pénètre alors sous l’épiderme et y reste avec la cicatrisation de la peau. Cette technique peut parfois être douloureuse et longue à cicatriser. 
À l’époque, chez les Inuits, c’était une pratique dédiée aux femmes. Elle marquait, entre autres, le passage de l’étape de fille à celle de femme. Il est difficile de déterminer les significations des tatouages inuits puisqu’elles varient d’une communauté à l’autre, voire d’une personne à l’autre. Aujourd’hui, les Autochtones du Nord se sont réapproprié les motifs ancestraux afin de leur redonner une signification contemporaine propre à la situation personnelle de chaque personne. De plus, de nos jours, des hommes pratiquent aussi le tatouage inuit traditionnel, bien que peu s’en font faire.
Hovak Johnston a aussi appris la technique du skin-stitching. Cette dernière consiste à transpercer la peau au moyen d’une aiguille et d’un fil trempé dans l’encre afin que celle-ci reste sous l’épiderme. Malgré les différences entre les techniques, elles occupent pratiquement les mêmes fonctions. Parfois, même, les deux techniques sont utilisées lors d’un tatouage.   

## Livre
Angela Hovak Johston est l’auteure du livre Reawakening Our Ancestors’ Lines: Revitalizing Inuit Traditional Tattooing (2017), qui regroupe les récits des vingt-six premières femmes ayant participé à son projet. Certaines, mentionne-t-elle, se sont mises à pleurer en ouvrant le livre et en voyant les photographies de leur corps tatoué.   

## Ouverture
Angela Hovak Johnston espère que son mouvement de résistance identitaire prendra de l’ampleur à travers le Canada. De plus, la résurgence de la pratique du tatouage inuit est un des nombreux moyens employés par les Autochtones de diverses nations afin de réaffirmer leur identité sur leur territoire natif. Le retour d’autres pratiques traditionnelles ainsi que l’appropriation de certains médiums contemporains comme le cinéma en sont des exemples.   
De plus, bien que Hovak Johnston ne se définisse pas comme « féministe », il est possible de rattacher son projet aux féminismes autochtones qui tentent de redonner une importance aux femmes autochtones dans leur communauté.                                    